# Heddalsvatnet
Heddalsvatnet er en sø som ligger i kommunerne Notodden og Sauherad i Vestfold og Telemark fylke i Norge. Den har et areal på 13,39 km² og en omkreds på 43 km; den ligger 16 m.o.h. Søens hovedtilløb er Tinnelva og Heddøla. Udløbet er elven Saua, der løber ned til Norsjø. Den sydligst del af Heddalsvatnet kaldes Bråfjorden. Systemet er en del af Skiensvassdraget og er gennem Norsjø-Skienkanalen forbundet med havet.
To sluser ved Skien har åbnet Heddalsvatnet for skibsfart. Kanalen åbnede i 1861 og gjorde senere Notodden til landets største indlandshavn. 
59°33′29″N 09°13′03″Ø / 59.55806°N 9.21750°Ø